# Karl Heinrich zu Waldburg
Karl Heinrich Erbtruchseß und Graf zu Waldburg (* 10. März 1686; † 9. Oktober 1721) war ein Beamter im Königreich Preußen. Er gilt als erster Oberpräsident von Ostpreußen. 

## Leben
Er war der Sohn von Joachim Heinrich Truchsess von Waldburg und Maria Eleonore, geborene von Heydeck (1649–1692). Der preußische Generalleutnant Friedrich Sebastian Wunibald Truchsess zu Waldburg war sein Bruder. Karl Heinrich zu Waldburg war mit Katharina Petronella Gräfin Berchtold, Freiin zu Ungarschitz († März 1725) verheiratet.
Als Verweser des Amtes Marienwerder erkannte Waldburg die tiefen Schäden ständischer Verwaltung. 1714 überreichte er dem König eine Denkschrift über die notwendige Steuerreform. Friedrich Wilhelm I. (Preußen) machte ihn daraufhin zum Präsidenten des Kriegskommissariats in Königsberg. Waldburg wurde am 21. März 1720 preußischer Kammerpräsident und Wirklicher Geheimer Rat. Er verband das Präsidium der Kriegskommissariats mit dem der Domänenkammer. In dieser starken Position betrieb er das Rétablissement nach der Großen Pest. Von der Arbeit und Verantwortung erschöpft, starb er mit 35 Jahren. Minister Friedrich von Görne vollendete sein Werk.